# أندي سي
أندرو كلارك (Andrew clarke) و يعرف أكثر باسم أندي سي (Andy C) هو دي جي ومنتج أسطوانات إنجليزي من مواليد 6 أبريل 1976 .

## روابط خارجية
- أندي سي على موقع ميوزك برينز (الإنجليزية)
- أندي سي على موقع أول ميوزيك (الإنجليزية)
- أندي سي على موقع ديسكوغز (الإنجليزية)
- أندي سي على موقع ديسكوغز (الإنجليزية)